# Monster's Ball - L'ombra della vita
Monster's Ball - L'ombra della vita (Monster's Ball) è un film del 2001 diretto da Marc Forster. 
Per questo film Halle Berry ha vinto l'Orso d'argento a Berlino e l'Oscar come miglior attrice.

## Trama
Hank Grotowski, un agente di custodia bianco, vive in una cittadina di provincia in Georgia, nel sud degli Stati Uniti, con il padre Buck, non autosufficiente e fortemente legato a idee razziste, ed il figlio Sonny, agente come il padre, che Hank non riesce ad amare. Nella stessa cittadina vive anche Leticia Musgrove, bella donna nera, con il figlio Tyrell, adolescente obeso. Leticia cerca di mantenersi con i pochi soldi che guadagna come cameriera, in quanto il marito Lawrence è in prigione, condannato alla sedia elettrica. Sono proprio Hank ed il figlio Sonny ad accompagnare Lawrence all'esecuzione, in un fortissimo clima di tensione e di ingiustizia in quanto al condannato viene negata anche l'ultima telefonata ai propri cari. Dopo l'esecuzione, in carcere nasce una forte lite fra Hank e Sonny, a causa di un momento di debolezza mostrato da Sonny durante il tragitto dalla cella alla sedia elettrica. La lite prosegue a casa e quando Hank ammette di odiare il figlio, Sonny gli dice di averlo invece sempre amato e si suicida, di fronte al padre e al nonno, non resistendo alla tensione e ai conflitti. Dopo il tragico evento Hank, in preda a una crisi esistenziale e disgustato dalla sua vita, si dimette dal proprio posto di lavoro, comprando una stazione di benzina.
Leticia cerca di affrontare la vita insieme al figlio, ma con sempre maggiori difficoltà. Quando la sua auto si guasta è costretta a recarsi al lavoro a piedi con il ragazzo. Una sera, Tyrell viene investito da un'auto pirata. Hank, che ha visto Leticia solo una volta come cameriera del bar, si trova per caso a passare sul luogo dell'incidente e - superato l'iniziale momento di esitazione - soccorre il ragazzo, portandolo all'ospedale con la madre. Purtroppo Tyrell muore poco dopo il ricovero. Uniti dal dolore di una perdita così forte e così recente, Hank e Leticia si buttano una nelle braccia dell'altro, ritrovandosi in un rapporto che li coinvolge entrambi profondamente. Hank scopre che Leticia è la moglie dell'uomo che ha giustiziato, ma non trova il coraggio di rivelare la verità. La relazione prosegue fino a quando la donna conosce il padre di Hank, le cui volgari esternazioni razziste inducono Leticia a pensare che Hank la consideri alla stessa stregua di una prostituta, facendole decidere di non vederlo più. A questo punto Hank, che ha perso gli impulsi razzisti che hanno accompagnato tutta la sua vita, decide di far ricoverare il padre in una casa di cura e di proseguire la sua relazione con Leticia.
In seguito ad uno sfratto, Leticia si trasferisce da Hank e mentre lui va a comprare del gelato, lei scopre la verità tramite i disegni tracciati da suo marito negli ultimi giorni di vita: trova infatti gli inconfondibili ritratti fatti da Lawrence ad Hank e a Sonny in divisa da guardia carceraria. Leticia è sconvolta ma, quando il compagno rincasa, non gli dice nulla della sua scoperta e si siede sotto il portico a mangiare il gelato. Lei guarda le tombe dei familiari di Hank, in giardino, e quando lui le parla dei progetti che ha per il futuro, compresa la pompa di benzina a cui ha dato il suo nome, Leticia guarda verso l'alto, con l'espressione di cercare nella notte stellata una spiegazione a ciò che la vita le ha riservato.

## Produzione

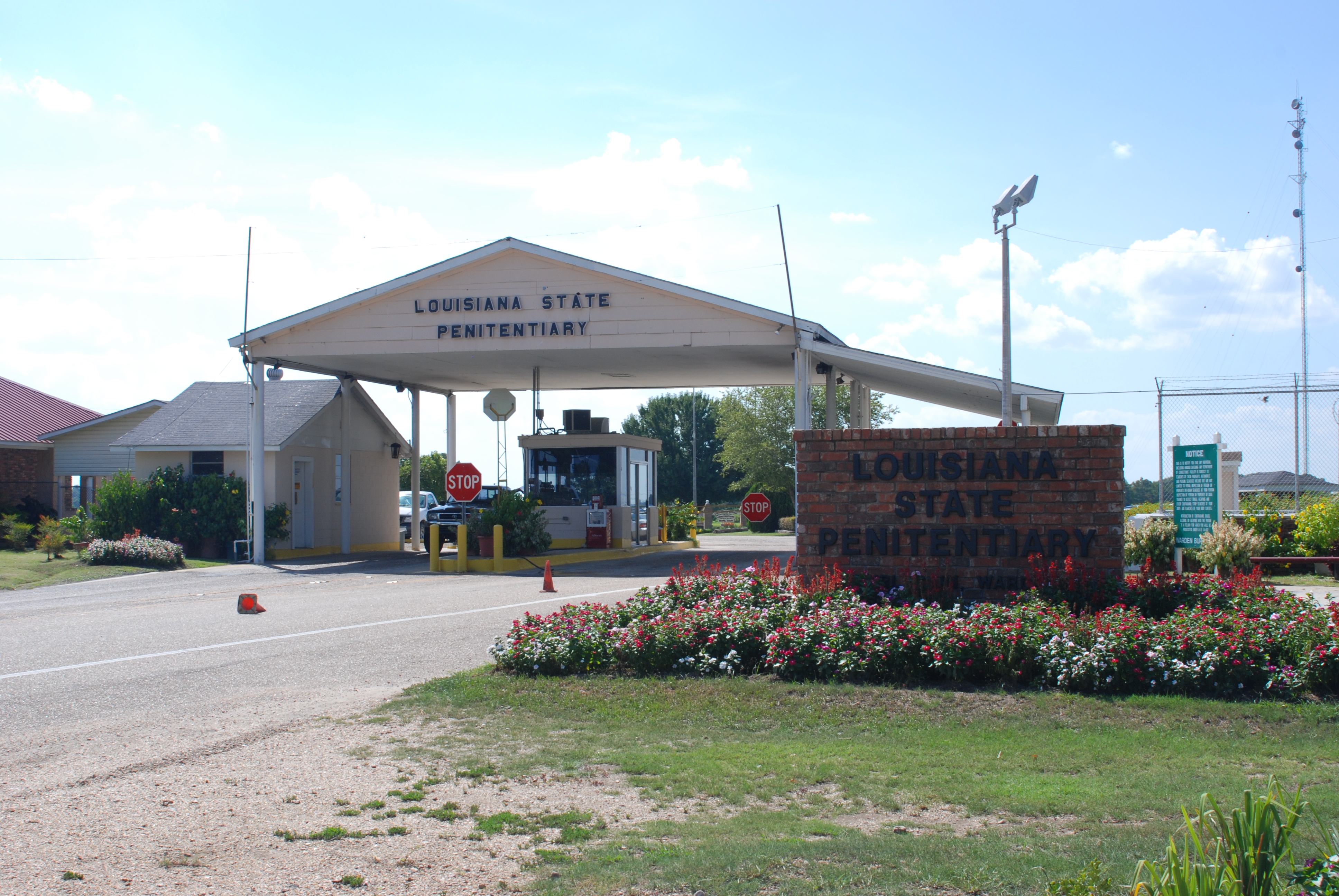
Il penitenziario di Stato della Louisiana servito come location per le riprese del film.

Il film è stato prodotto dalla Lionsgate e dalla Lee Daniels Entertainment.

## Accoglienza
La pellicola ha ricevuto critiche generalmente favorevoli alla sua uscita. Il sito Rotten Tomatoes riporta un indice di gradimento dell'85% basato su 141 recensioni.
Il noto critico cinematografico Roger Ebert ha assegnato al film quattro stellette scrivendo: "Il film possiede la complessità della grande fiction", indicandolo come miglior film del 2001.

## Riconoscimenti
- 2002 - Premio Oscar
  - Miglior attrice protagonista a Halle Berry
  - Candidatura Migliore sceneggiatura originale a Milo Addica e Will Rokos
- 2002 - Golden Globe
  - Candidatura Miglior attrice in un film drammatico a Halle Berry
- 2003 - Premio BAFTA
  - Candidatura Miglior attrice protagonista a Halle Berry
- 2002 - Chicago Film Critics Association Award
  - Candidatura Miglior attrice protagonista a Halle Berry
- 2002 - Independent Spirit Award
  - Candidatura Migliore sceneggiatura a Milo Addica e Will Rokos
- 2002 - MTV Movie Award
  - Candidatura Miglior performance femminile a Halle Berry
- 2002 - Screen Actors Guild Award
  - Miglior attrice protagonista a Halle Berry
- 2001 - National Board of Review Award
  - Migliori dieci film
  - Miglior attore protagonista a Billy Bob Thornton
  - Miglior attrice protagonista a Halle Berry
- 2001 - Satellite Award
  - Migliore sceneggiatura originale a Milo Addica e Will Rokos
  - Candidatura Miglior attore in un film drammatico a Billy Bob Thornton
  - Candidatura Miglior attrice in un film drammatico a Halle Berry
- 2002 - Festival di Berlino
  - Orso d'Argento a Halle Berry
  - Candidatura Orso d'oro a Marc Forster
- 2003 - Awards of the Japanese Academy
  - Miglior film straniero
- 2002 - Writers Guild of America
  - Candidatura Migliore sceneggiatura originale a Milo Addica e Will Rokos

## Curiosità
L'interpretazione di Heath Ledger convinse il regista Ang Lee a sceglierlo per il film Brokeback Mountain.